# الدقهلية (عمل)

خريطة للدلتا في عهد الكور الكبرى تظهر فيها حدود الكورة

أعمال الدقهلية هو تقسيم جُغرافي مصري استُحدث في عصر الدولة الفاطمية على أراضي كورة دقهلة إحدى كور الوجه البحري في مصر، وكانت قاعدتها بلدة دقهلة. ثم ألغيت هذه الأعمال في الروك الناصري، وجمعت مع أعمال المرتاحية، فصارت تُعرف رسميًا بالأعمال الدقهلية والمرتاحية.

## نواحي أعمال الدقهلية

### نواحي لا زالت موجودة إلى اليوم
عدّ الوزير الأسعد بن مماتي قرى تلك الأعمال في كتابه قوانين الدواوين، فذكر منها:
| المحافظة | المركز     | القرى |
| -------- | ---------- | --- |
| الدقهلية | أجا        | السبخة · تلبنت أجا |
| الدقهلية | المنزلة    | ميت مرجا سلسيل · البسراط |
| الدقهلية | السنبلاوين | منية غريطا |
| الدقهلية | المنصورة   | البدالة · منية الخياريين · الريدانية · منية الشاميين · بدويه · سلمون طرنت · شها · طرنيس · منية فاتك · منية طلوس · منية مزاح |
| الدقهلية | ميت سلسيل  | منية ابن سلسيل |
| الدقهلية | محلة دمنة  | محلة دمنة |
| الدقهلية | منية النصر | المجنونة · منية بو زكري · منية أمامة                                                                                        |
| الدقهلية | دكرنس      | قباب العريف · قباب البازيار · جزيرة محلة دمنة · دكرنس · دموه · دمسجلت · منية السودان · نجير · البشمور                       |
| الدقهلية | بني عبيد   | منيتي الطبيل وسويد |
| الدقهلية | شربين      | بسوط أنقونيانة · محلة أنشاق                                                                                                 |
| الدقهلية | ميت غمر    | منية العز |
| دمياط    | الزرقا     | سرو بججا · دقهلة · منية بو عبد الله · شارمساح                                                                               |
| دمياط    | فارسكور    | فارسكور · شرباص |

### نواحي اندثرت مُحدّدة الموقع
- جميجم[16] أرضها اليوم ضمن أراضي الدنابيق.[17]
- منية الزمام[18] أرضها اليوم في أراضي دكرنس.[19]
- منية محلة دمنة[18] مع نمو مدينة محلة دمنة صارت منية محلة دمنة قسمًا من تلك المدينة.
- دساله[13] أرضها اليوم ضمن أراضي دكرنس.[20]
- صرصنوف[21] تم تقسيم أراضيها سنة 1259هـ/1843م إلى قريتي كفر الأعجر وكفر سعفان.[22]
- قبيدة[12] أرضها اليوم ضمن أراضي قرية ميت الخولي مؤمن،[23] التي أصبحت اليوم من أقسام مدينة منية النصر.
- قوقنديمة[12] أرضها اليوم ضمن أراضي منية سمنود.[24]
- منية الحلوج[6] أصبحت اليوم من أقسام مدينة دكرنس.
- منية النصارى[6] هي اليوم جزء من قرية شرمساح.[25]
- منية عبد المؤمن[6] تغير اسمها سنة 1228هـ/1813م إلى «ميت الخولي مؤمن»،[26] وهي اليوم جزء من مدينة منية النصر.
- منية كبريت[5] أرضها اليوم في «حوض ميت كبريت» التابع لمنية محلة دمنة.[27]

### نواحي اندثرت مجهولة الموقع
- حصة بني عطية[18]
- سرسيب[9]
- قباب الجيّار[12]
- منية الجفاريين[5]
- منية بدر بن سلسيل[5]
- منية جديلة[5]
- منية جرجسوس[5]
- منية حازم[5]
- منية رومي[5]
- منية شعبان[5]
- منية طاهر[6]